# Gold Sámuel
Dr. Gold Sámuel (Kővágóörs, 1835. július 2. – New York, 1920. november 9.) magyar orvos, újságíró, sakkfeladvány-készítő.

## Életpályája
Zsidó családban született Kővágóörsön; a város a Balaton partján található. 15 évesen (1850) tanult meg sakkozni, a középiskolai évei alatt. 1857-ben Bécsbe ment az orvosi iskola tanfolyamának elvégzése céljából.
1857-ben publikálta első sakk-szerzeményét a budapesti Vasárnapi Újságban és a Wiener Illustrirte Zeitung-ban. 1864-ben a Der Osten, majd később más újságok sakkszerkesztője lett, köztük az Allgemeine Sport-Zeitung. 1883-ban kiadta 200 sakkgyakorlat gyűjteményét (Bécs, 1883).
1887-től ő volt az első és egyetlen sakktanára Carl Schlechter számára Bécsben.
1892. december 11-én érkezett Amerikába, és azonnal közzétett két sakkproblémát a New York Sun-ban. Élete végéig New York-ban maradt. 85 éves korában halt meg Bronxban. 1920. november 11-én este temették el (temetése a Szent Rothschild kápolnában, a nyugati 120. sz. 159. sz.) egy kis csoport magyar rokon és barát jelenlétében.

## Fordítás
- Ez a szócikk részben vagy egészben  a   Samuel Gold című angol Wikipédia-szócikk ezen változatának fordításán alapul.  Az eredeti cikk szerkesztőit annak laptörténete sorolja fel. Ez a jelzés csupán a megfogalmazás eredetét és a szerzői jogokat jelzi, nem szolgál a cikkben szereplő információk forrásmegjelöléseként.
- Ez a szócikk részben vagy egészben  a   Samuel Gold című katalán Wikipédia-szócikk ezen változatának fordításán alapul.  Az eredeti cikk szerkesztőit annak laptörténete sorolja fel. Ez a jelzés csupán a megfogalmazás eredetét és a szerzői jogokat jelzi, nem szolgál a cikkben szereplő információk forrásmegjelöléseként.
- Ez a szócikk részben vagy egészben  a   Samuel Gold című német Wikipédia-szócikk ezen változatának fordításán alapul.  Az eredeti cikk szerkesztőit annak laptörténete sorolja fel. Ez a jelzés csupán a megfogalmazás eredetét és a szerzői jogokat jelzi, nem szolgál a cikkben szereplő információk forrásmegjelöléseként.